# Seznam plemiških rodbin na Slovenskem
Abecedni seznam več kot 180 plemiških rodbin na Slovenskem.

## A
- Andeški grofje
- Angerburg (Angerburžani)
- Andrejka pl. Livnograd
- Apfaltrerji (Apfaltrern von Roy) (baroni)
- Askvinci (grofje)
- Attemsi (tudi Attimis, Attems; grofje)
- Auerspergi (tudi Turjaški; baroni, grofje in knezi)
- Agustich (tudi Augustich, s predikatom de Razderto)
- Avernas (tudi des Enfanns d´Avernas; grofje)
- Artens

## B
- Babos (de Szentgyörgyvölgy)
- Bátsmegyey (de Páris et Nagy-Báts)
- Balogh (de Ber)
- Baltin (baroni)
- Barbo Waxensteini (baroni, grofi)
- Batthyany (baroni, grofje)
- Baumkircher
- Beck (baroni, grofje)
- Benaglia
- Berke (de Nagy-Barkócz)
- Berks
- Berlendis
- Billichgrätz (Polhograjski) (stara rodbina in kasnejša rodbina vidi: Kunstl)
- Bosio
- Bleiweis pl. Trsteniški (vitezi)
- Born (baroni)
- Borromeo (grofje, princi)
- Boltežar (Balthasar - grofje)
- Boromejci (grofje, princi)
- Borutovci (knezi)
- Brandisi (baroni, grofje)
- Breški (von Friesach) (mejni grofi)
- Breuner (grofje)
- Brodej (baroni, grofje)
- Brigido (baroni)
- Brück (baroni)
- Buben
- Bucelleni (grofi)
- Buchau (baroni, grofje)
- Buondelmonti (knezi)
- Buseti (Buseth)

## C
- Celjski grofje (tudi gospodje Savinjski in Žovneški gospodje, grofje in knezi)
- Oskar grof Christalnigg (rodbina Christalnigg von und zu Gillitzstein)
- Codelli pl. Fahnenfeld (baroni)
- Cramm (baroni)
- Cloßmann
- Chorinsky (grofje, baroni)
- Conti
- Coronini (grofi)
- Csák (Čak)
- Czemetz
- Czigany de Zagorhida (tudi Cigan/Zigan)

## Č
- Čečker (Tschetschker)
- Čehovin (baron)
- Črešnjevec (tudi von/de Kerschbach ; vitezi, baroni, grofje (Tschreschnievetz)
- Črnomaljski gospodje

## D
- Dannenfeld (baroni)
- Daublebsky pl. Eichhain
- Detela
- Dienersberg (baroni)
- Dietrich
- Dietrichstein (baroni, grofje)
- Dornberg (po slovensko bi bilo: Trnovski) (baroni)
- Devinski (tudi Thybein )
- Dyhrni (baroni, grofje, knezi)

## E
- Erkeinstainski (Erckenstain / Erckenstein)
- Erbergi (baroni)
- Ellachi
- Eberbach
- Eggenbergi (baroni, grofje, knezi)
- Esterházyi (baroni, grofje, knezi)
- Edlingi (baroni)
- Egkh (baroni, grofje)(Egkh von Hungerspach, tudi Egg, Eck)
- Engelshausi (baroni, grofje)

## F
- Fini (tudi de Fini, Defini; baroni)
- Fahnenfeldi (glej Codelliji)
- Fraenzl pl. Vesteneck (vitezi)
- Frankopani (baroni, grofje)
- Formachri
- Führenbergi
- Fürstenbergi (grofje, knezi)

## G
- Gačnik-Matija Gačnik (plemič)
- Gačnik (Grad Kačjek nad Dobrno, Zdravilišče Dobrna)
- Gadolla
- Gagerni (baroni)
- Gaisruck (baroni)
- Gallenfelsi (baroni)
- Galli (Gall von Gallenstein, tudi Galler; baroni)
- Gera
- Gödel-Lannoyi (baroni)
- Gondóli (tudi Gundulić; grofje)
- Gogala pl. Leesthal
- Gonvicz (Konjiški)
- Goriški grofje (grofje, knezi, vojvoda)
- Gorup pl. Slavinjski (vitezi)
- Graben
- Gradnik, Gradinico, Gradenigo (Beneški Dožje, utemeljitelji političnega sistema Benetk, tajniki Oglejskega patriarhata, župani (podestati) Kopra in Dubrovnika)
- Grafenbergi (tudi Strassoldo-G.)
- Grasselli (vitezi)
- Gruber (Gruber von Grub)
- Gspan (vitezi)
- Gurki (Krški grofje)
- Gussitsch (tudi Gusič; baroni)
- Gotscthak (plemič)

## H
- Habsburžani (cesarji)
- Hadik (de Futak) (plemiči, grofje)
- Hallersteini
- Harrach (baroni, grofje)
- Háry (tudi Hari , plemiči in baroni s predikatom de Uriszek et Bethlen)
- Hebar (plemiči)
- Hemeczperger (plemiči)
- Henczelffy de Petrowcz (znani pod imenom petrovski Henclini)
- Herbay (plemiči)
- Herbersteini (Herberštajni)
- Heunburg (tudi Vovbrški; grofje)
- Hingenau (baroni)
- Hohenwarti (grofje)
- Hofbauer pl. Hohenwall
- Hotko (plemiči)
- Horvath (plemiči)
- Hoyos (grofje)
- Hrašovec pl. Homannsgült
- Hungerspach (glej Egkh)
- Hunyadi (kralji, vojvode, grofje)

## I
- Igger (tudi Iški, Ižanski)
- Isenhausen

## J
- Jabornigg (tudi Jabornegg ali Javorniški; baroni)
- Jakomini
- Jurič (tudi Juritch, Juritsch; baroni)

## K
- Kaiserfeld (tudi Blagattinschegg von K.)
- Karađorđevići
- Karolingi (Karlman II. in Arnulf Koroški sta bila karantanski vojvodi, Arnulf je vladal Karantanskemu regnumu)
- Kazianer
- Kalchegger (tudi Kalchegger von Kalchberg; baroni)
- Kenessey (plemiči)
- Keresztury (plemiči)
- Kevendt
- Khevenhüllri (baroni, grofje, knezi)
- Khiessl (tudi Khissl; baroni in grofje)
- Khünburg (baroni in grofje)
- Kleinschrodt
- Komel pl. Sočebran
- Kondoray (plemiči)
- König
- Königsbrunn (baroni)
- Korvin
- Kosiack (Kozjaški) (vitezi)
- Krainai allias Rogan (plemiči)
- Krane (baroni, grofje)
- Krebsenbacherjevi (kosezi)
- Kregar (plemiči)
- Kreutberg (Kreutberžani)
- Kulmer (tudi Culmar, Kulmer zum Rosenbichl und Hohenstein; baroni)
- Kunstl von Billichgrätz (vidi: Bilichgrätz / Polhograjski)

## L
- Lambergi (baroni, grofje)
- Lampfrizhaimbi
- Langenmantel (baroni)
- Langi (tudi L.-Waldthurn, L.-Wellenburg, L. zu Leinzell; baroni)
- Lanscsak (plemiči s predikatom de Büzincz)
- Lanthieri (grofje)
- Lannoyi (tudi Gödel-Lannoy)
- Laschan pl. Moorland (vitezi)
- Laschan pl. Solstein
- Lazarini (baroni)
- Lebzelterni (baroni)
- Lenković (baroni)
- Leuzendorfi (grofje)
- Lichtenbergi (grofje)
- Lichtensteini (baroni, grofje, knezi)
- Lippits (plemiči s predikatom de Korong)
- Löwensteini (tudi Lenwal-L.)
- Lueggi (Predjamski)
- Luthar (tudi Luttar)

## M
- Maasburg (baroni)
- Maichau (Mehovski)
- Mandelstein (baroni)
- Mangspurg (Mengeški)
- Massenberger
- Matscheroll (Mačerolci)
- Maurer (tudi Mauerburg; baroni)
- Mettnitz (baroni)
- Miklošič (vitezi)
- Mindorferji (baroni)
- Močnik (vitezi)
- Mocenigo, Močenik (Beneški Dožje)
- Möderndorfer (kosezi)
- Montfort (grofje)
- Mordax (kosezi)
- Mordax (baroni)
- Mornico, Mornik (Villa Monasterio, Varena, Lago di Como)
- Mosconi (baroni)
- Mucke
- Müller pl. Dithenhof (baroni)

## N
- Neudegg (Mirnski)
- Neuhaus (baroni)
- Nowy pl. Wallersberg
- Nugent (tudi Nugent-Pallavicini) (baroni, grofje)

## O
- Ortenburžani (grofje)
- Oberburg (tudi Gornjegrajski) (baroni)
- Oblak (glej Wolkensperg)
- Orsini (tudi Ursini, Orsini-Rosenberg) (baroni, grofje, knezi)
- Orsay (grofje)
- Ostrovrharji (gospodje, baroni, grofje)

## P
- Paradeiser (grofje)
- Pangerc-Pongratz (plemiči)
- Petazzi (Petač)
- Pichler (baroni)
- Plöschen (tudi P. von Pogledt)
- Pesniški
- Petschacher
- Poniatowski (grofje, knezi)
- Pálffy (grofje)
- Preu
- Pethe (tudi Pethe de Hetes) (baroni)
- Pistor
- Pollak (od 1898 Pósfay pl. veliko in malobakovski)
- Pósfay pl. veliko in malobakovski (pred 1898 pl. Pollak)
- Ptujski  (baroni)
- Purgstall
- Puštalski

## Q
- Qualica (Qualizza von Quellenburg)

## R
- Rain
- Račić
- Raffay (tudi Raffai, Rafai ,Rafay, Rafaj)
- Raspi (baroni)
- Rauber (tudi Ravberji) (baroni)
- Raumschüssli (tudi Raumbschissel) (baroni)
- Raunachi (Ravnaki morda tudi Ravenski) (baroni)
- Rechbach (baroni)
- Retzenheim
- Rosenberg
- Rudnicki (tudi Ruditzki, Rudicki)
- Rusbachi

## S
- Savinschegg (Savinšek, vitezi)
- Sauer (baroni, grofje)
- Saurau (grofje)
- Scheuchenstuel (grofje)
- Schifferstein (vitezi)
- Schiwitz (Schiviz von Schivitzhoffen)
- Schöffmann
- Schollmayer-Lichtenberg
- Schönborn (baroni, grofje)
- Schönfeld (baroni, grofje)
- Schrottenbach (tudi Schrattenbach) (baroni, grofje)
- Schwarzenberg (grofje, knezi)
- Sibrik (plemiči)
- Smledniški (tudi Flödniggi) (baroni)
- Sohar (plemiči; tudi Žohar)
- Spanheimi (Koroški vojvode in deželni gospodje Kranjske, med drugim tudi ustanovitelji cistercijanskega samostana Kostanjevica na Krki; *Landstrass tudi Landestrost)
- Stainberg (Štembergi)
- Szécsényi (grofje)
- Stürgkh (grofje)
- Stubenberg (grofje)
- Strassoldo (tudi S.-Grafenberg; grofje)
- Stadl (baroni)
- Steinitz
- Stadler (tudi Stadler-Prohaska v.Guelfenburg) (baroni)
- Szapary (grofje)
- Szekely (grofje)
- Szechy (grofje)
- Szobothin (plemiči in baroni s predikatom de Muray-Szombath)

## Š
- Šuklje
- Šlojsnik/Schloisnigg (baroni)

## T
- Tattenbachi (baroni)
- Taxis (grofje)
- Thannhausen (baroni, grofje)
- Theinburg
- Thurn (tudi T.-Valsassina-(Como-Vercelli), T. und Taxis) (grofje, knezi)
- Tomše pl. Savskidol
- Traungauci
- Trautmannsdorff (baroni, grofje, knezi)

## U
- Ulepič pl. Krainfels
- Ursini von Blagay
- Ursini von Rosenberg
- Ungnad

## V
- Valvasorji (tudi Valvazor) (baroni)
- Vovbržani (grofje)
- Višnjegorski gospodje (starejši rod, ki izhaja iz sorodstva sv. Heme (Hema), ter njihovi nasledniki ministeriali, ki so prevzeli le ime po Višenjskih - ki pa niso imeli predikat grofje ) (Grafen von Weichselburg)
- Vetter (tudi Vetter von der Lilie) (baroni, grofje)

## W
- Wageni (tudi Wagen von Wagensperg, Bogenšperški) (baroni)
- Walsee (tudi Waldsee) (grofje)
- Werneck (baroni)
- Widmannsstätter (tudi Beck(h) von W.)
- Windischgrätzi (tudi Windisch-Gratz) (grofje, knezi)
- Wolkensperg (tudi Oblak von Wolkensperg) (baroni)
- Wurzbach pl. Tannenberg (baroni)
- Wurzbach pl. Tannenberg (vitezi)
- Wildenstein (baroni, grofje)
- Wurmbrandi (tudi Wurmbrand-Stuppach) (baroni, grofje)
- Werner (baroni)
- Wintershofen (tudi W. zu Drachenburg)
- Wildenfels (tudi Solms-W.)
- Werdenberg (grofje)
- Warren (tudi W.-Lippit) (baroni)
- Wechsler (baroni)

## Z
- Zeckern
- Zehentner (baroni)
- Zellenberger
- Zhisman (Čižman, vitez)
- Zhuber pl. Okrog (Čuber)
- Zichy (baroni, grofje)
- Zois pl. Edelstein (baroni)
- Zollern (grofje)
- Zwickel (baroni)

## Ž
- Žagar pl. Sanaval